# Шебанова, Татьяна Владимировна
Татьяна Владимировна Шебанова (12 января 1953, Москва — 1 марта 2011, Варшава) — русско-польская пианистка и музыкальный педагог, жена пианиста Ярослава Джевецкого, мать пианиста Станислава Джевецкого. Записала около 60 грамзаписей, в том числе с участием мужа и сына.

## Биография
Шебанова начала своё обучение в Московской консерватории у Виктора Мержанова, закончив её в 1976 году с золотой медалью. Получила первую премию на конкурсе «Concertino Praha» в 1969 году и на Международном конкурсе исполнителей в Женеве в 1976 году, а также вторую премию на Международном конкурсе пианистов имени Шопена в Варшаве в 1980 году. До 1986 года работала в Московской консерватории как ассистентка профессора Виктора Мержанова.
После вступления в брак с польским пианистом Ярославом Джевецким и рождения сына Станислава переселилась в Польшу. С 1988 года преподавала в Музыкальной академии имени Феликса Нововейского в Быдгоще. С 1991 года получила звание профессора.
Вела курсы фортепиано в Музыкальной Академии имени Карла Липинского во Вроцлаве (1984—1987). Кроме того, с 1983 года преподавала на Курсах мастерства исполнения музыки Шопена в г. Душники-Здруй, мастер-классы в Японии (Токио, Нагоя, Осака), Германии (Троссинген), Голландии (Энсхеде), в рамках летней академии в Варшаве (1994—1997), для японских педагогов и пианистов (1999) и мастер-классы в Музыкальной академии Варшавы (1993—1997).
Татьяна Шебанова выступала на концертных площадках Европы, Соединённых Штатов Америки, Канады, Японии, Южно-Африканской Республики и на Филиппинах. В 2008 году Музыкальная академия Быдгоща присудила ей степень Почётного до́ктора (Doctor Honoris Causa).

## Источник
- Григорьев Л., Платек Я. «Современные пианисты», Москва, «Советский композитор», 1990
- Биография